# Alpin 57 Lux
Alpin 57 Lux este o companie producătoare de înghețată din Sebeș (județul Alba) .
Principalii acționari ai companiei sunt Ioan Istrate și Paraschiva Istrate.
Compania are o capacitate de producție de 50 de tone pe zi.
Fabrica este funcțională 7 luni pe an, apelând mai ales la muncitori sezonieri.
Cifra de afaceri:
- 2007: 14,4 milioane euro (48 de milioane lei)[2]
- 2006: 11,3 milioane euro (38,3 milioane lei)[1].